# Davis Dalton
Le « capitaine » Davis Dalton (né le 25 octobre 1846 à Vegesack (Hanovre) ou le 25 octobre 1851 à New York et mort noyé le 6 août 1899 à Far Rockaway, New York) est un nageur américain spécialiste de dos qui traversa peut-être la Manche à la nage en 1890.
Davis Dalton était un nageur d'endurance en eau libre et en bassin. Il descendit la Tamise de Blackwall (en) à Gravesend en juillet 1891 ; au mois de décembre de la même année, il nagea 16 heures dans les bains de Douvres.
En août 1897, il tenta une traversée de 14 miles dans la baie de New York. Il fut considéré comme noyé avant d'être récupéré sur Coney Island. Il finit par se noyer dans cette même baie de New York en août 1899.
Sa traversée de la Manche en août 1890 est controversée. Il affirma avoir réussi la traversée en une vingtaine d'heures entre le cap Gris-nez et Folkestone le 16 ou le 17 août 1890. Cette traversée fut décrite en détails par le Times du 19 août 1890 puis, dans les mêmes termes par le Wanganui Herald (en) du 20 octobre 1890. Mais, dès le 21 août, des témoins écrivirent au Times pour rapporter ce qu'ils avaient vu. Ils étaient allés à Boulogne pour assister à la traversée ; ils virent l'embarcation du nageur quitter le port et se diriger vers la Grande-Bretagne, mais ne virent jamais personne descendre dans l'eau.